# 淡路長田駅
淡路長田駅（あわじながたえき）は、かつて兵庫県三原郡緑町（現・南あわじ市）倭文長田に存在した、淡路交通鉄道線の駅（廃駅）である。

## 歴史
- 1922年（大正11年）11月26日：淡路鉄道の開通に伴い、長田駅として開業[1]。当初は交換可能駅であった[2]。
- 1929年（昭和4年）3月16日：場内信号機を掃守駅へ、遠方信号機を広田駅（後の淡路広田駅）へ移設し、当駅での列車交換が不可となる[2]。
  - 10月1日：事務室・待合室を改築[2]。
- 1934年（昭和9年）5月7日：物置を新設[2]。
- 1935年（昭和10年）4月13日：常置信号機および転轍器を梃子式開閉装置へ変更[2]。
- 1936年（昭和11年）11月20日：上り常置信号機の位置を変更、遠方信号機を撤去[2]。
- 1937年（昭和12年）4月：淡路長田駅へ改称[2]。
- 1939年（昭和14年）3月31日：井戸を新設、建物増設[2]。
- 1943年（昭和18年）7月：社名改称に伴い淡路交通鉄道線の駅となる。
- 1966年（昭和41年）10月1日：鉄道線の廃線に伴い廃止[3]。

## 駅構造
相対式ホーム2面2線の地上駅で、両ホームに待合室が設けられていた。
最晩年は朝夕に行き違いが行われており、乗車券類の販売は近隣の商店に受託されていた。

## 駅周辺
- 神戸淡路鳴門自動車道
- 兵庫県道125号洲本松帆線
- 兵庫県道470号倭文五色線
- 長田川
- コカ・コーラボトラーズジャパン洲本SC
- 南あわじ市消防団長田分団
- 倭文郵便局
- 南あわじ市立倭文小学校

## 駅跡
線路跡は県道となっており、駅跡付近に淡路交通の「長田」バス停が設置されている。

## 隣の駅
淡路交通
鉄道線
淡路広田駅 - 淡路長田駅 - 掃守駅